# Bedali (Lawang)
Bedali is een bestuurslaag in het regentschap Malang van de provincie Oost-Java, Indonesië. Bedali telt 15.429 inwoners (volkstelling 2010).